# كارلوس شاغاس
كارلوس جوستينيانو ريبيرو شاغاس (بالبرتغالية: Carlos Chagas‏) (9 يوليو 1879 - 8 نوفمبر 1934)، طبيب برازيلي، اكتشف داء شاغاس، أو داء المثقبيات الأمريكي، في 1909. عمل شاغاس فريد في تاريخ الطب كونه الباحث الوحيد الذي وصف مرضاً معدياً جديداً تماماً: العامل الممرض والناقل وتظاهراته السريرية ووبائياته.
وقد سميت باسمه إحدى بلديات ولاية ميناس جيرايس.